# April Mae Davis
April Mae Davis ist eine US-amerikanische Schauspielerin.

## Leben
Davis erwarb ihren Bachelor of Fine Arts an der North Carolina Agricultural and Technical State University. Anschließend machte sie an der University of North Carolina at Chapel Hill ihren Master of Fine Arts. Von 2017 bis 2020 gehörte sie zum Ensemble der Playmakers Repertory Company. Unter anderen spielte sie 2019 im Stück Jump unter der Regie von Whitney White mit.
2017 gab Davis im Film Misguided ihr Filmschauspieldebüt. 2021 erhielt sie eine Rolle in der Kurzfilmproduktion The Night. Im Folgejahr verkörperte sie in drei Episoden der Miniserie The Booze, Bets and Sex That Built America der Stephanie St. Clair. 2023 spielte sie im Kurzfilm The Dragonfly Tale mit. 2024 war sie in einer Episode der Fernsehserie For All Mankind zu sehen. Im selben Jahr übernahm sie im Mockbuster War of the Worlds – Extinction die Rolle der Alice Moffatt.

## Filmografie (Auswahl)
- 2017: Misguided
- 2021: The Night (Kurzfilm)
- 2022: The Booze, Bets and Sex That Built America (Miniserie, 3 Episoden)
- 2023: The Dragonfly Tale (Kurzfilm)
- 2024: For All Mankind (Fernsehserie, Episode 4x10)
- 2024: War of the Worlds – Extinction

## Theater (Auswahl)
- 2017: Sense and Sensibility, Regie: Taibi Mager, PlayMakers
- 2018: Molière's Tartuffe, PlayMakers
- 2018: Sherwood: The Adventures of Robin Hood, Regie: Jessie Austrian, PlayMakers
- 2019: Jump, Regie: Whitney White, PlayMakers
- 2019: Native Son, Regie: Colette Robert, PlayMakers
- 2020: Everybody, Regie: Orlando Pabotoy, PlayMakers
- 2020: Julius Caesar, Regie: Andrew Borba, PlayMakers
- Tartuffe, Regie: Saheem Ali, PlayMakers
- On the Naughty list, Prima Theatre
- Succession, National Black Theatre Festival
- In the Red and Brown Water, National Black Theatre Festival
- Twelfth Night, Regie: Ted Lange, NC Black Rep
- The Right Reverend Dupree in Exile, NC Black Rep
- The Art of Murder, The Barn Dinner Theater